# Titan (film)
Titan, ve francouzském originále Titane, je francouzsko-belgický filmový thriller, který vzhledem k obsahu erotiky a násilí vyvolal nejednoznačnou reakci kritiků. Film byl premiérově uveden v červenci 2021 na mezinárodním filmovém festivalu v Cannes, kde získal hlavní cenu festivalu, Zlatou palmu.
 V Česku měl film premiéru dne 7. října 2021.

## Obsazení
| Agathe Rousselle  | Alexia                         |
| Vincent Lindon    | Vincent                        |
| Garance Marillier | Justine                        |
| Laïs Salameh      | Rayane                         |
| Dominique Frot    | žena, kterou zachránili hasiči |
| Myriem Akheddiou  | Adrienova matka                |
| Bertrand Bonello  | Alexiin otec                   |